# براد هولاند
براد هولاند (بالإنجليزية: Brad Holland)‏ مواليد 6 ديسمبر 1956 في بيلينغز، هو مدرب كرة سلة أمريكي ولاعب معتزل. بدأ مسيرته الاحترافية في سنة 1979. تم اختياره من قبل فريق لوس أنجلوس ليكرز خلال الدرافت. يبلغ طوله 6 قدم 2 بوصة (1.9 م). اعتزل اللعب في 1982. فاز بلقب دوري إن بي إيه.

## المسيرة الاحترافية
لعب مع لوس أنجلوس ليكرز من سنة 1979 إلى 1981، ثم لعب مع واشنطن ويزاردز في سنة 1981، ثم لعب مع ميلووكي باكز في سنة 1982.

## روابط خارجية
- براد هولاند على موقع إن بي أي (الإنجليزية)
- براد هولاند على موقع سبورتس رفرنس (الإنجليزية)
- براد هولاند على موقع كلية كرة السلة في سبورتس رفرنس.كوم (الإنجليزية)
- براد هولاند على موقع ريلجم (الإنجليزية)
- براد هولاند على موقع بروبوليرز (الإنجليزية)
- براد هولاند على موقع كلية كرة السلة في سبورتس رفرنس.كوم (الإنجليزية)